# Terrence Roberts
Terrence James Roberts (Little Rock, 3 dicembre 1941) è un attivista statunitense.
Fu uno dei Little Rock Nine, un gruppo di studenti afroamericani che, nel 1957, furono i primi studenti neri a frequentare le classi della Little Rock Central High School a Little Rock in Arkansas. Nel 1999, lui e gli altri dei Little Rock Nine hanno ricevuto la medaglia d'oro del Congresso dal Presidente degli Stati Uniti d'America Bill Clinton.

## Biografia

### Infanzia e istruzione
Terrence Roberts è nato a Little Rock, in Arkansas, da William L. e Margaret G. Roberts. Ha frequentato inizialmente scuole segregate come la Dunbar Junior High School e la Horace Mann High School. Nel 1957, si offrì volontario per frequentare il bianco Little Rock Central High School l'autunno prossimo, aiutando a desegregare una delle scuole più grandi della nazione.
Il 4 settembre 1957, i Little Rock Nine fecero un tentativo fallimentare di entrare nel Central High School, che era stato segregato. La Guardia Nazionale dell'Arkansas, su ordine del governatore, e una folla arrabbiata di circa 400 persone hanno circondato la scuola e impedito loro di entrare. Il 23 settembre 1957, una folla di circa 1000 persone circondò nuovamente la scuola mentre gli studenti tentavano di entrare. Il giorno seguente, il presidente Dwight D. Eisenhower prese il controllo della Guardia Nazionale dell'Arkansas dal governatore e mandò i soldati ad accompagnare gli studenti a scuola per proteggerli. I soldati sono stati schierati a scuola per tutto l'anno scolastico, anche se non sono stati in grado di prevenire episodi di violenza contro il gruppo all' interno.
Come risultato della successiva chiusura delle scuole superiori di Little Rock durante l'anno scolastico 1958-1959, Roberts completò il suo anno di scuola superiore alla Los Angeles High School in California. Ha poi frequentato il Los Angeles City College.

### Scuola e vita adulta
Roberts ha continuato la sua formazione alla Università della California, Los Angeles e si è laureato in sociologia nel 1967. Ha conseguito il Master in assistenza sociale presso la UCLA School of Social Welfare nel 1970, e il suo dottorato di ricerca in psicologia presso la Southern Illinois University, Carbondale, nel 1976.
Dal 1975 al 1977 è stato membro della facoltà della Pacific Union College, un college di arti liberali avventista del settimo giorno a Napa. Dal 1977 al 1985 Roberts è stato direttore dei servizi di salute mentale del St. Helena Hospital and Health Center. Dal 1985 al 1993 è stato Assistente Decano presso la Scuola di Assistenza Sociale dell'UCLA.
Roberts è entrato a far parte della Antioch University Los Angeles nel 1993 ed è stato docente di base e copresidente del Master of Arts in Psicologia, prima di ritirarsi nel 2008. Inoltre, è CEO della società di consulenza manageriale Terrence Roberts Consulting. Terrence Roberts è stato protagonista di numerose interviste e filmati durante il giorno in cui Barack Obama è stato nominato 44º Presidente degli Stati Uniti d'America. Roberts ha pubblicato le sue memorie Lessons from Little Rock nel 2009. Nel 2010 è stato pubblicato un secondo libro, Simple Not Easy.

## Opere
- Terrence Roberts, Lessons from Little Rock., University of Arkansas Press, 2009, ISBN 9781935106456, OCLC 899739265.
- Terrence Roberts, Simple Not Easy: Reflections on community social responsibility and tolerance, Parkhurst Brothers, Inc., Publishers, 2010, ISBN 9781935166269, OCLC 763812061.

## Rappresentazioni nei media
Nel 1993 l'attore Suli McCullough ha interpretato Roberts nel film The Ernest Green Story di Disney Channel.